# سفيان خذايرية
سفيان خذايرية (بالفرنسية: Sofiane Khedaïria) لاعب كرة قدم  جزائري من مواليد 01 أبريل 1989، جزائري الأصل والجنسية. وهو حارس مرمى في فريق اتحاد خنشلة .

## خذايرية على آبواب المجد
بهذا العنوان: "Khedairia, a las puertas de la gloria" ،، خذايرية على آبواب المجد، إفتتح موقع الفيفا بالنسخة الإسبانية مقاله عن
حارس عرين الوفاق الرياضي السطايفي، سفيان خذايرية .

## حارس المرمى رقم1فی الوفاق السطایفی
اللاعب المسؤول عن منع دخول الأهداف للمرمى يسمى حارس مرمى.. لكن اللقب الذي يناسب سفيان خذايرية أكثر، هو حارس مرمى رقم واحد للنسر الأسود، فهو الذي يحقق السعادة، لوفاق سطيف. شهدت مسيرة الحارس الشاب الكثير من المواقف الصعبة.. لكن بالصبر والموهبة، أصبح هذا اللاعب الموهوب، أفضل حارس مرمى في الجزائر وأفريقيا، والعالمين العربي، والإسلامي....

## سفيان خذايرية، في حوار مع موقعFIFA
" إنه سيكون تتويج لمهنيتي، لدي فقط 25 سنة، اللعب في بطولة كنت آتابعها في التلفاز عندما كنت طفلا آمر رائع "
"اللعب في النهائي هو انتقام في نظري، من السنوات المريرة التي عشتها في فرنسا لآنهم لم يعطوني فرصتي "
بصوت هادئ اللاعب الذي تدرب في تولوز ولعب في بيزانسون، وكاسي لومان يشرح الظروف الصعبة التي مر بها في فرنسا:
" في فرنسا حصلت على فرصة في الدرجة الآولى والثانية وحتى الثالثة، شعرت بآني آقدم مباريات في المستوى، ولكن المدربين في فرنسا لم يثقو بي "
في مباراة رائعة في نصف نهائي دوري آبطال إفريقيا ضد مازامبي كان المهندس الرئيسي لإيصال الوفاق للمرحلة النهائية هو سفيان خذايرية
الذي صرح عن تلك المباراة:
" لقد قمت بعملي فقط، توقعو مني آن آكون حاسما.. وقد فعلت "
- نسر مع ثعالب الصحراء ؟؟؟
بالنظر لآن جوركيف وقبله حاليلوزيتش يراقبون حراس البطولة الجزائرية.. فقد إستدعو كل من محمد لمين زماموش وعز الدين دوخة قال سفيان:
" آتوقع آن يتم إستدعائي، استدعيت من قبل في ماي 2013 ، لكن لابد من حصولي على فرصة ثانية، آعلم مدى صعوبة الآمر، خاصة انتزاع مكانة مبولحي الآساسية الذي قدم كآس عالم رائعة بالبرازيل.. مثله مثل كامل المنتخب "
ثعالب الصحراء انتظرو طويلا للعودة للساحة الدولية، وكذلك الوفاق.. لقد إنتظرنا 24 سنة.. فمنذ شبيبة القبائل 1990 لم نرى فريق جزائري ينافس مع كبار القارة السمراء ووصول الوفاق للنهائي يعكس صحوة الكرة الجزائرية، خذايرية:
" إننا نمر بثورة في كرة القدم، عاد المنتخب الوطني، وعادت الآندية ومنها الوفاق "
الآن قد فتح الباب آمام وفاق سطيف للوصول لكآس العالم للآندية 2014 ، وثعالب الصحراء لكآس آمم إفريقيا فإن حارس النسر الآسود قال:
" قبل المشاركة كان حلم، ، ولكن الآن هو هدف بالنسبة لنا "

## روابط خارجية
- سفيان خذايرية على موقع الاتحاد الدولي (مؤرشف)  (الإنجليزية)
- سفيان خذايرية على موقع قاعدة بيانات كرة القدم.إي يو (الإنجليزية)
- سفيان خذايرية على موقع ليكيب (الفرنسية)
- سفيان خذايرية على موقع Soccerway.com (الإنجليزية)